# Diane Douzillé
Diane Douzillé est une journaliste française, née le 19 septembre 1988 à Bruges en Gironde.

## Biographie
Originaire de Bordeaux, après un baccalauréat économique et social en 2006, elle est diplômée en droit international au King's College de Londres, ce qui l'amène à partir en immersion au Cambodge au sein de l'ONU.
Après un passage à TV7 Bordeaux où elle tient une chronique sur la mode dans l'émission "Les Rendez-vous de Chloé", Diane Douzillé entre à M6 en 2014 en tant que stagiaire. Elle y présente la pastille interactive de décryptage Expliquez-nous durant les bulletins d'informations.
À l'été 2016, Diane Douzillé devient joker de Nathalie Renoux à la présentation des JT du 12:45 et du 19:45 tous les week-ends sur M6,. Durant l'été 2017, elle officie à la présentation des JT du 12:45 et du 19:45 en semaine. 
Par la suite, à Noël 2017 et lors des vancances d'hiver 2018, elle remplace Kareen Guiock au 12:45,.
En juillet 2019, elle remplace Xavier de Moulins dans le 19:45. 
À l'été 2020, elle rejoint RTL où elle présente les journaux en matinale. Puis en 2021 elle présente en alternance avec d'autres journalistes de la station le podcast natif Les voix du crime, qui connait une diffusion en radio à l'été 2021.
En avril 2022, elle rejoint la rédaction de TV7 comme journaliste reporter d'images et aussi comme présentatrice du flash info de la mi-journée. Toujours sur la chaîne girondine, à partir de septembre 2022, elle présente également avec Jean-Michel Desplos, TV7 Enquêtes, un magazine consacré aux faits-divers.